# Цинциннаті Редс
«Цинциннаті Редс» (англ. Cincinnati Reds) професійна бейсбольна команда розташована в місті Цинциннаті у штаті Огайо. Команда є членом Центрального дивізіону, Національної бейсбольної ліги, Головної бейсбольної ліги.
Команда заснована у 1863 в місті Цинциннаті; стала членом Національної бейсбольної ліги у 1890.
Команда мали декілька назв:
- Цинциннаті Редс Стокінґс, 1876—1882
- Цинциннаті Редс, 1882—1953
- Цинциннаті Редлеґс 1953—1858
- Цинциннаті Редс, 1958 — понині

Домашнім полем для «Цинциннаті Редс» є Ґрет Американ Бал Парк.
«Редс» виграли Всесвітна сіріс (чемпіонат бейсболу США) у 1919, 1940, 1975, 1976 і 1990 роках.